# Christa emini
Christa emini är en insektsart som beskrevs av Rehn, J.A.G. 1914. Christa emini ingår i släktet Christa och familjen torngräshoppor. Inga underarter finns listade i Catalogue of Life.